# Олексієвка (Кривий Ріг)
Олексі́євка (Романівка) — село в Тернівському районі Кривого Рогу.
Засноване у 80-х рр. ХІХ століття поміщиком Т. Олексієнком. Являло собою типове українське село південних степів. Розвитку набуло з початком індустріалізації. Поступово переросло в селище Романівка як житловий масив Тернівського району.